# فريد مراد
فريد مراد (بالإنجليزية: Ferid Murad)‏ ـ (ولد في 14 سبتمبر 1936) هو طبيب وعالم أدوية أمريكي من جذور ألبانية. فاز بجائزة نوبل في الطب سنة 1998 بالمشاركة مع مواطنيه روبرت فورشغوت ولويس إغنارو.

## حياته
ولد فريد مراد في وايتنغ بولاية إنديانا الأمريكية لأب ألباني هو جون مراد (واسمه الأصلي خبير مراد أيوبي) وهو مهاجر ألباني، وأم أمريكية هي هنرييتا باومان، فريد عضو في الكنيسة الاسقفية. التحق بالبرنامج الدراسي المؤهل لدراسة الطب بجامعة دي باو (بالإنجليزية: DePauw University)‏ بولاية إنديانا ليحصل على درجة علمية في الكيمياء سنة 1958، ثم التحق بجامعة كيس وسترن ريسرف وحصل منها على شهادته الطبية ودرجة دكتوراه الفلسفة في علم الأدوية سنة 1965.
التحق مراد بعد ذلك بجامعة فرجينيا، حيث عين أستاذاً سنة 1970، قبل أن ينتقل إلى جامعة ستانفورد سنة 1981. وفي سنة 1988 ترك مراد منصبه في ستانفورد ليعمل بوظيفة نائب رئيس مختبرات أبوت، ليتركها هي الأخرى سنة 1993 بعد أن أسس شركة خاصة به هي «شركة طب الشيخوخة الجزيئية» (بالإنجليزية: Molecular Geriatrics Corporation)‏ التي عملت في مجال التقنية الحيوية، ولكن الشركة عانت مصاعب مادية فانضم مراد سنة 1997 إلى جامعة تكساس ليؤسس قسماً يجمع بين البيولوجيا وعلم الأدوية وعلم وظائف الأعضاء. يعمل مراد الآن أستاذاً بمركز العلوم الطبية التابع لجامعة تكساس في هيوستن ومديراً لمعهد مؤسسة براون للطب الجزيئي لشؤون وقاية البشر من الأمراض، كما يشغل كرسي جون س دن المميز (بالإنجليزية: John S. Dunn Distinguished Chair)‏ في الفسيولوجيا والطب.
وضح أهم أبحاث مراد أن النيتروغلسرين والأدوية المشابهة له تقوم بوظيفتها عن طريق العمل على تحفيز إفراز أكسيد النيتريك في الجسم، الذي يعمل كجزيء ينقل إشارات إلى الجهاز الدوري تؤدي إلى توسع الأوعية الدموية، وقد قام روبرت فورشغوت ولويس إغنارو باستكمال عمله واكتشاف الخطوة الناقصة في هذه العملية الفسيولوجية، ولذلك تقاسم ثلاثتهم جائزة نوبل في الطب سنة 1998. وقد وجهت انتقادات إلى لجنة جائزة نوبل لإغفالها منح جزء من الجائزة إلى عالم الأدوية الهندوراسي البريطاني سلفادور مونكادا، الذي توصل إلى نتائج مشابهة لتلك التي خرج بها إغنارو.
حصل مراد أيضاً على جائزة ألبرت لاسكر للأبحاث الطبية الأساسية سنة 1996 تقديراً لنفس الإنجاز البحثي، وقد منح مراد العضوية الشرفية لأكاديمية العلوم والفنون في كوسوفو.

## روابط خارجية
- فريد مراد على موقع الموسوعة البريطانية (الإنجليزية)
- فريد مراد على موقع مونزينجر (الألمانية)
- فريد مراد على موقع إن إن دي بي (الإنجليزية)